# Добринін Прокопій Іванович
Прокопій Іванович Добринін (рос. Прокопий Иванович Добрынин; 1909, Якутськ — 1966, Москва) — якутський митець, художник і скульптор. Брав участь у оформленні виставки ВДНГ у Москві. Заслужений діяч мистецтв РРФСР (1957).

## Життєвий і творчий шлях
Народився 28 лютого (12 березня) 1909 року в Якутську в багатодітній сім'ї робітника.
Талант Прокопія виявився рано, був помічений першим вчителем малювання І. Охлопковим.
1926 року успішно закінчив школу другого ступеня.
1932 року завершив художньо-технічний інститут. У 1936 році — Інститут живопису, скульптури та архітектури Всеросійської Академії мистецтв у Ленінграді.
На замовлення керівництва Якутії за моделями Добриніна було налагоджено випуск ізразків керамічного посуду з якутським національним орнаментом.
Учасник другої світової війни, нагороджений орденами Червоної Зірки та Вітчизняної війни II ступеня і медалями. Після важкого поранення у 1944 році повернувся до Москви, де продовжив свою творчу діяльність. Там у 1966 році й помер.